# Gastronomia del Kirguizstan

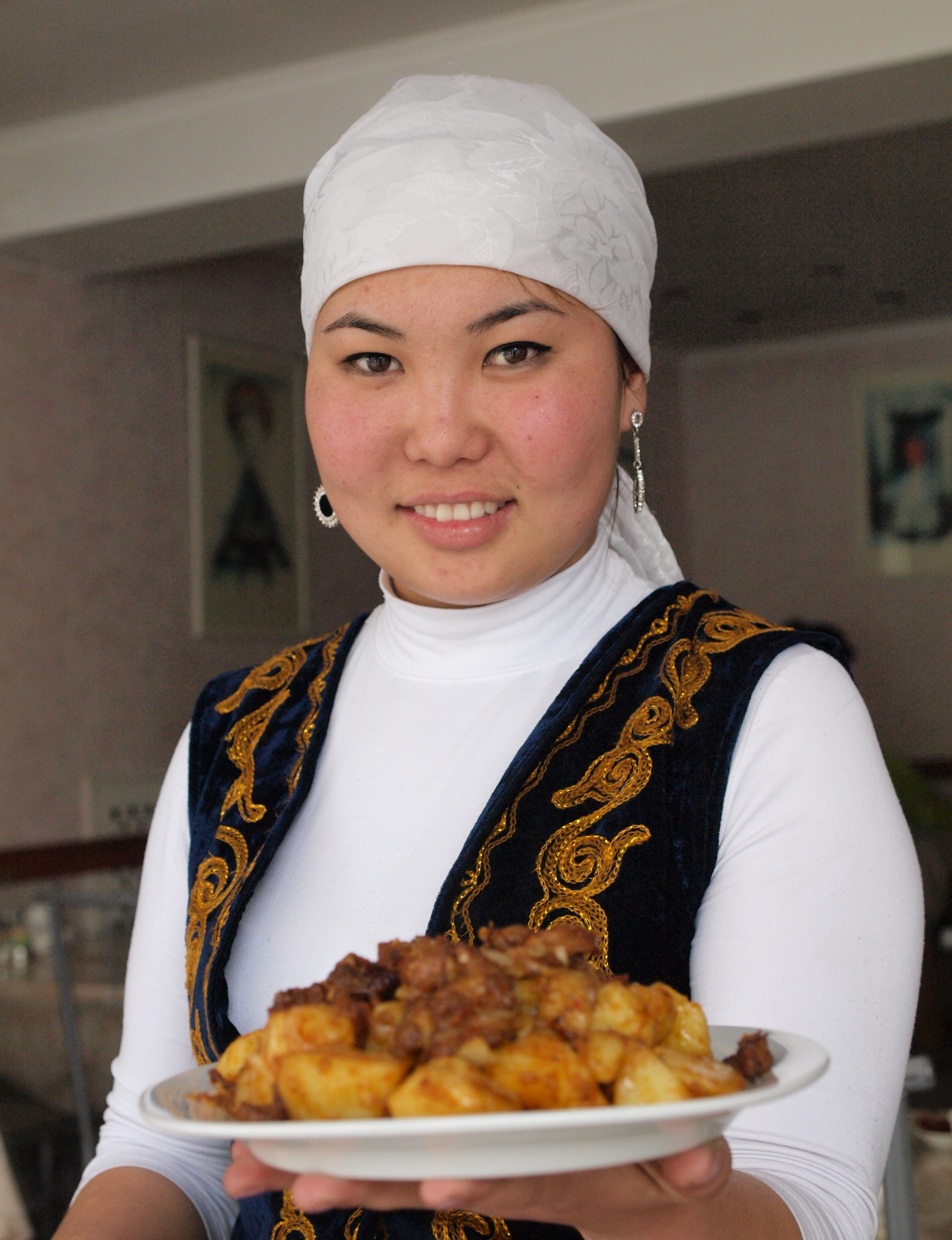
Dona kirguís amb el vestit nacional i un plat de menjar a Bixkek.

La gastronomia del Kirguizstan són els hàbits i costums alimentaris dels habitants del Kirguizstan, principalment els kirguisos, però també altres pobles que habiten el país, tradicionalment nòmades. La gastronomia del Kirguizstan comparteix molts trets amb la dels països veïns, sobretot amb el Kazakhstan.

## Ingredients
Els habitants del Kirguizstan són principalment membres de les 40 tribus dels kirguisos, pobles que parlen llengües turqueses i de religió principalment musulmana, fet pel qual el porc i l'alcohol els està, en teoria, prohibit. Els kirguisos han estat tradicionalment nòmades i, per tant els ingredients que empren estan relacionats amb l'estil de vida. L'ingredient típic per excel·lència és la carn, i la manera de cuinar-la sol ser senzilla. Actualment les influències xineses i russes estan canviant alguns hàbits alimentaris.

## Menjars
Normalment solen menjar tres àpats principals (esmorzar, dinar i sopar) i alguns snacks entre hores. Tradicionalment, l'àpat principal es feia al capvespre, i consistia en carn i dumplings. El sopar tradicional consisteix en un plat o cassola central a partir de la qual se serveix als comensals en bols individuals. Els comensals solen seure en una moqueta o catifa al voltant del plat o cassola central. Normalment en els menjars tradicionals s'empren coberts com ara culleres, tot i que algunes peces grosses de menjar s'agafen amb la mà, com ara la carn. Tradicionalment els homes són servits primer, seguits de les dones i els nens. Es considera de bona educació eructar en finalitzar l'àpat. Les anous són un ingredient típic, ja que el Kirguizstan té el bosc de nogueres més gran del món.

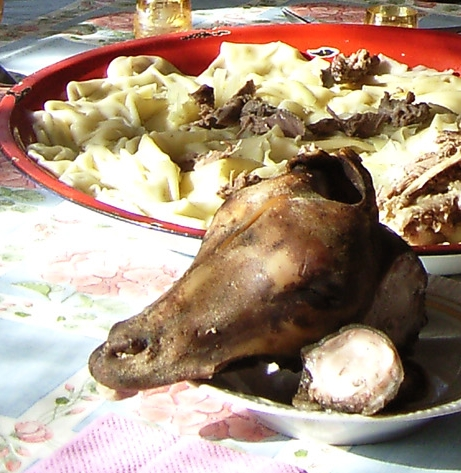
Beschbarmak amb cap.

### Plats de carn
La carn és i ha estat un dels ingredients centrals de la cuina del Kirguizstan. Entre els plats de carn més populars hi ha les salsitxes de cavall (kazy o chuchuk), fetge rostit d'ovella, beshbarmak (un plat que conté carn bullida i esmicolada amb fideus), i altres plats a base de carn de cavall.
El beshbarmak, que en kirguís significa cinc dits, és considerat el plat nacional (juntament amb el kesme) i és comú tant al Kirguizstan com a Xinjiang, on s'anomena narin. El plat s'anomena així, ja que se sol menjar emprant els cinc dits de la mà dreta. És un plat simple que sol oferir-se als convidats importants.
El plat consisteix en carn de cavall -alguns cops de xai o de vedella- bullida en el seu propi suc durant varies hores i servida sobre fideus casolans amb julivert i coriandre. Si s'usa carn de xai en comptes de carn de cavall se sol posar el cap bullit de l'ovella davant el comensal més honorat, el qual talla trossos i parts del cap i els ofereix als altres comensals. Les altres parts també solen anar adreçades a persones en concret segons les costums: la cua per a les dones embarassades, i les costelles o ossos de la cintura als altres convidats.

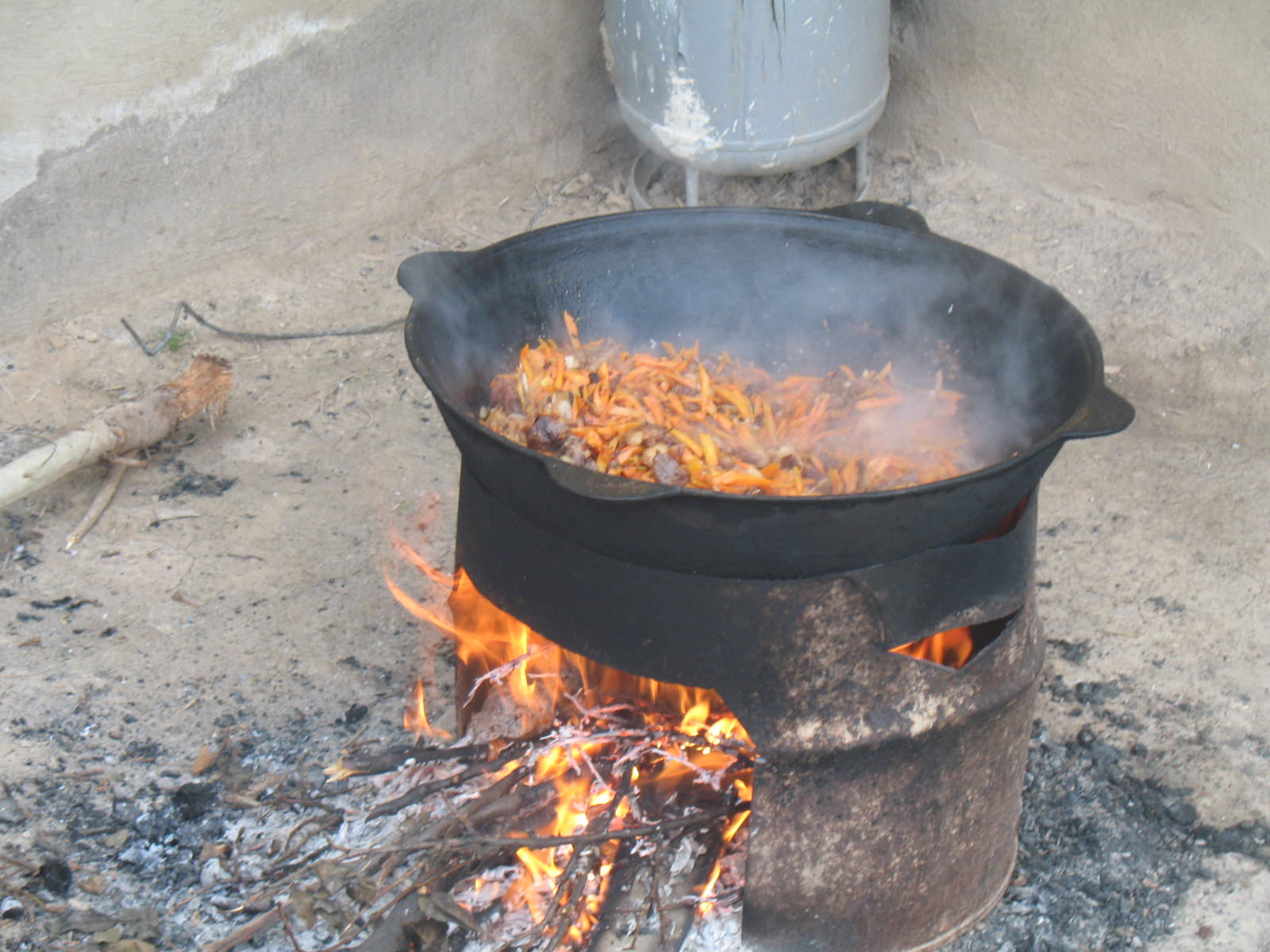
Paloo cuinat en un qazan.

### Arrossos, fideus i dumplings
El principal plat a base d'arròs és el paloo (en kirguís: палоо o күрүч/аш). És la versió kirguís del que en el conjunt de l'Àsia central es coneix com a pilav. Consisteix en trossos de carn (normalment xai o bou; també pollastre) fregits en un qazan (un calder de ferro) i barrejat amb tires de pastanaga fregides, jiucai (brots d'all) i arròs cuit. El plat sol guarnir-se amb dents d'all fregides i pebrots vermells picants.
El shirin paloo és un plat semblant al paloo però vegetarià, on la carn és reemplaçada per fruits secs com ara prunes, albercocs o panses.
Els manti, populars a tota l'Àsia central, són uns dumplings fets al vapor farcits de carn i ceba. Les samsa són petits farcells de pasta de full o pa farcits de carn i vegetals, molt semblants a les samoses índies; normalment es farceixen de xai i greix, però també se'n fan de pollastre, formatge, col, bou i carabassa. A les grans ciutats es poden comprar en bazars o llocs ambulants.

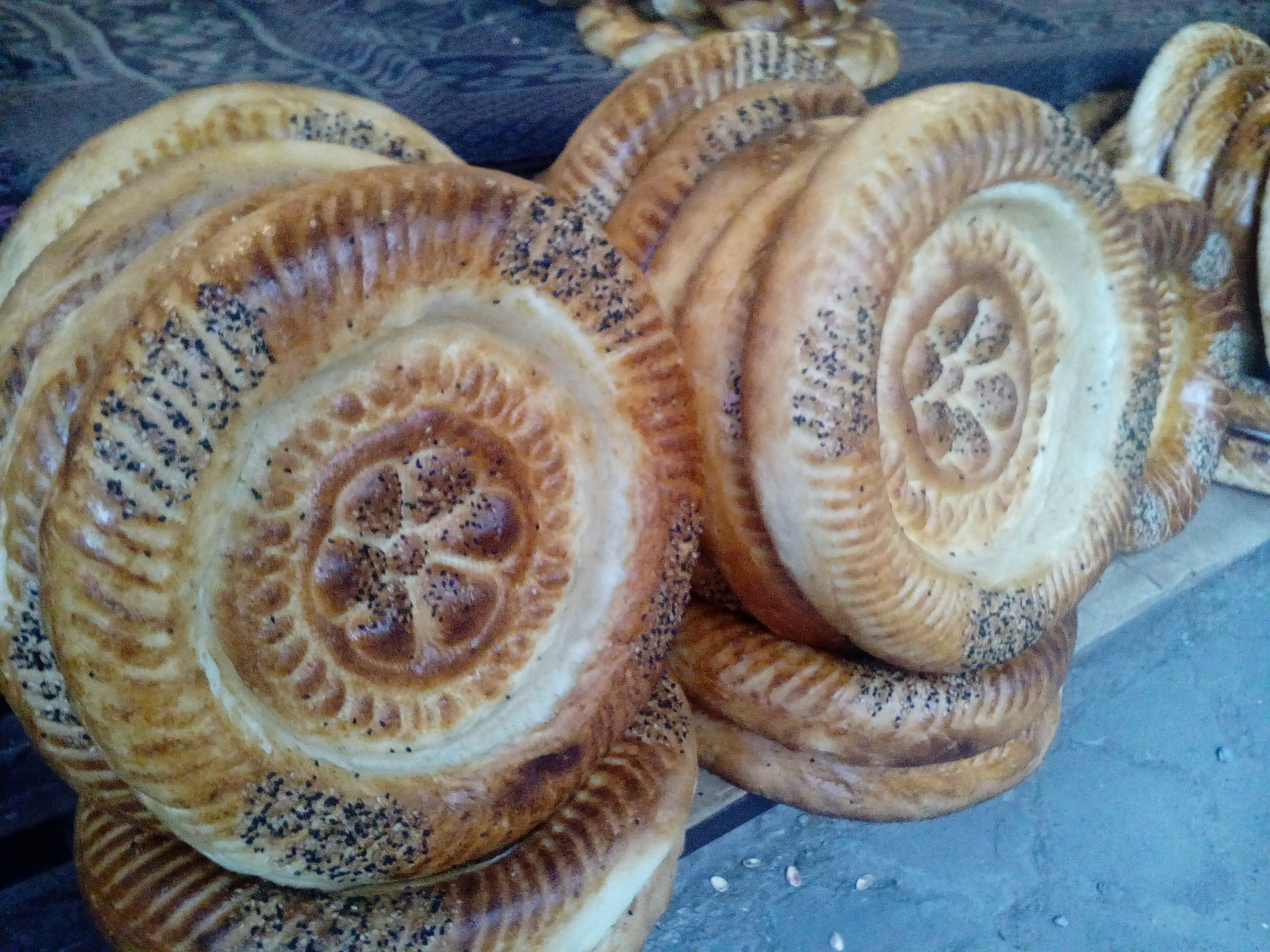
Naans en un mercat d'Oix.

El kesme, considerat un dels plats nacionals és una sopa de fideus amb carn i greix de les ovelles típiques de la zona. El shorpo, una sopa de xai se serveix amb manti a l'interior de la sopa. El lagman (o laghman) és un plat de fideus molt popular. Consisteix en fideus molt prims fets amb massa de farina i coberts posteriorment amb pebrot picat i altres verdures. Se serveixen en salsa de vinagre picant. Malgrat és molt popular al Kirguizstan, és considerat un plau uigur. El pelmeny, un plat de fideus prims, és un exemple de la influència de la cuina russa sobre la cuina del Kirguizstan.

### Pa
La cuina kirguís es caracteritza per tenir diferents tipus de pa. Al nord del país hi ha el pa anomenat komoc, que es cuina a les brases d'un foc obert. Els nòmades cuinen el pa en qazans situats a les iurtes. Un pa típic de l'Àsia central molt popular al Kirguizstan és el pa pla anomenat nan (kirguís: нан). També es produeixen els pans coneguts com a qattama i boorsoq, dos tipus de pa fregit. Els kirguís també mengen diferents tipus de pa amb melmelades, kaymak o mantega clarificada; el boorsoq també es menja amb mel o a vegades sucat amb el te.

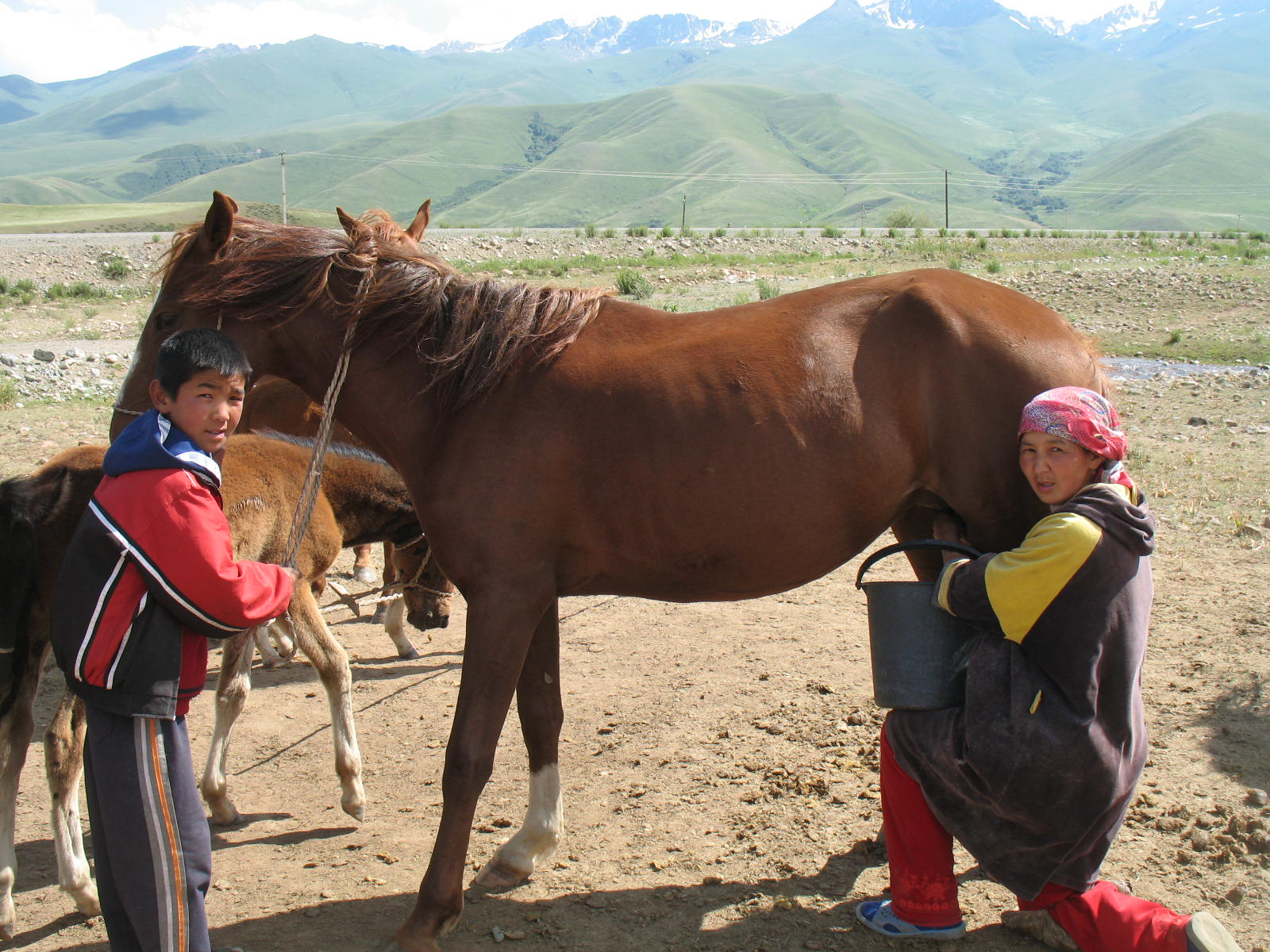
Amb la llet d'egua es fa el koumiss.

### Begudes i làctics
Les begudes i derivats làctics són populars tant entre els nòmades com entre els habitants de les ciutats. Els productes làctics inclouen l'airan, un iogurt que es beu i el kaymak, una crema que s'unta al pa. La beguda nacional és el koumiss, llet fermentada d'egua. La llet s'introdueix en un recipient per a fermentar-se i és remoguda amb una cullera anomenada bishkek -com la capital del país-. El korot és un formatge de llet d'ovella que s'asseca i pot ser reconstituït pels nòmades mentre estan en ruta.
Altres begudes populars inclouen el bozo, una beguda de gra fermentat, el vodka -introduït pels russos-, que ha esdevingut la beguda alcohòlica més consumida i el te (tant verd com negre) sense llet ni sucre. El cafè no és gaire popular.